# Eumerus pipizoides
Eumerus pipizoides är en tvåvingeart som beskrevs av Speiser 1915. Eumerus pipizoides ingår i släktet månblomflugor, och familjen blomflugor. Inga underarter finns listade i Catalogue of Life.